# Радашин Раковић
Радашин Раковић је лик из српске ТВ серије Село гори, а баба се чешља. Лик је измислио и тумачио Радош Бајић.

## Опис
Радашин је старији човек који живи у малој кући у селу Петловац код Трстеника, на обали Западне Мораве. Живи са својом женом Радојком, која га на почетку серије оставља, јер више није хтела да га трпи. Са црном косом, високим челом и брковима личио је на неког човека из шездесетих година. Радашинове узречице су: Јао, крсна славо, Ма шта кажеш, бре', сунце ти калајисано, да се нешто не искундачи ' и његова најпознатија: и тако....